# Sri Aman
Sri Aman is een stad en gemeente (majlis daerah; district council) in de Maleisische deelstaat Sarawak.
De gemeente telt 64.500 inwoners en is de hoofdplaats van het gelijknamige district.